# SIOX
SIOX (аббревиатура от англ. Simple Interactive Object Extraction — алгоритм для извлечения объектов переднего плана из цветных фотографий при незначительной помощи пользователя. SIOX используется в качестве инструмента в таких графических редакторах как GIMP (с версии 2.3.3) и Inkscape.
Сперва используется инструмент произвольного выделения чтобы задать интересующую область изображения. Она должна содержать все объекты переднего плана которые нужно извлечь и минимум фоновых объектов насколько это возможно. Пиксели вне выделенной области образуют уверенный фон, а область внутри выделения образует надмножество переднего плана — то есть неопределенную область. Затем используется т. н. кисть переднего плана чтобы пометить области уверенного переднего плана. Алгоритм создает маску выделения, которая затем может быть уточнена путём добавления пометок с помощью кистей фона или переднего плана.